# 類毒扁豆鹼

Pyridostigmine是一種類毒扁豆鹼

類毒扁豆鹼(Stigmine)，音譯為「斯的明」，是一類乙醯膽鹼脂酶抑制劑。其字尾皆為-stigmine，源自最早被發現會製造該類化合物的毒扁豆(Physostigma spp.)，加上「素」的字尾-ine。
其化合物範例如：
- Physostigmine (毒扁豆碱)
- Neostigmine (新斯的明)
- Distigmine（英语：Distigmine）
- Pyridostigmine（英语：Pyridostigmine）
- Rivastigmine（英语：Rivastigmine）